# Joseph Jonas

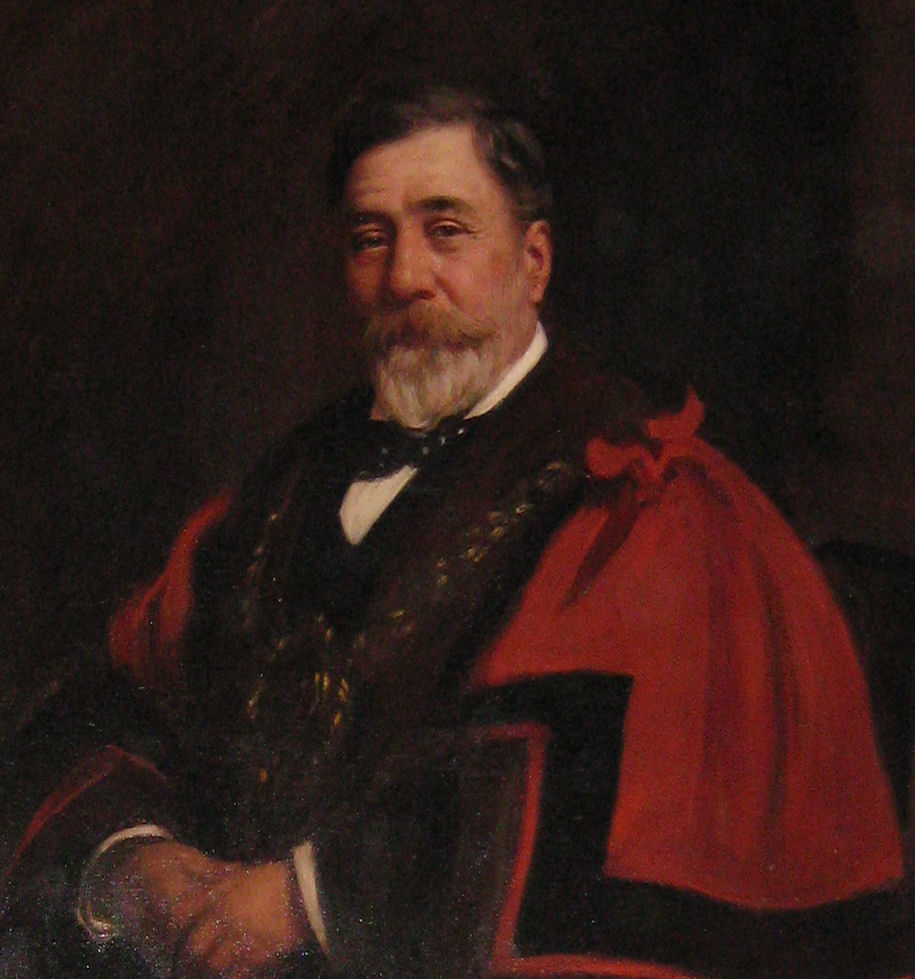
Jonas als Lord Mayor (ca. 1904)

Joseph Jonas (* 16. Juli 1845 in Bingen; † 1921) war ein aus Deutschland stammender Stahlfabrikant und Lord Mayor von Sheffield. Er wurde als Sohn von Joseph Jonas dem Älteren († 1875) und Anna Jonas, geborene Kappes († 1863), geboren.

## Berufliche Laufbahn
Nach einer Lehre in einem Kölner Eisen- und Stahlwarengeschäft arbeitete er in einem westfälischen Stahlwerk. Erst 21 Jahre alt, kam er im Jahre 1867 nach Großbritannien. Nach einem kurzen Aufenthalt in London nahm er 1876 die britische Staatsbürgerschaft an und siedelte nach Sheffield über.
Einige Jahre arbeitete er als Vertreter, bis er 1870 eine Handelsvertretung gründete. Jonas begann seine Laufbahn aus allerkleinsten Anfängen heraus mit zwei Mitarbeitern. 1872 wurde Robert Colver als Teilhaber in die Firma aufgenommen. Der stetige Aufschwung des Unternehmens ermöglichte bald darauf die Fusion der Firmen Colver Brothers und W. T. Beesley & Co. mit seinem Unternehmen. 1892 wurde seine Firma in eine GmbH mit einem Betriebskapital von 125.000 Pfund umgewandelt. Bei Jonas’ Tod im Jahr 1921 gehörte sein Unternehmen zu den größten britischen Herstellern von Tiegelgußstahl, Hochgeschwindigkeitsstahl, Feilen, Hämmern und anderen typischen Sheffielder Produkten.

## Politik
Nach 20 Jahren als erfolgreicher Geschäftsmann trat Jonas auch als Politiker in das öffentliche Leben Sheffields. 1904 wurde er Lord Mayor (Oberbürgermeister) von Sheffield. Für die Ausbildung des Fachnachwuchses engagierte sich Jonas ganz besonders. 1910 wurde er Vorsitzender der Sheffielder Technikerschule, einer späteren Abteilung der Universität.
Bis zum Ausbruch des Ersten Weltkriegs war er einer der angesehensten Bürger und Arbeitgeber. Während seiner Amtszeit wurde er zum Knight Bachelor („Sir“) geschlagen, 1918 wurde ihm diese Auszeichnung infolge einer Verurteilung wegen Landesverrats allerdings wieder aberkannt.
Joseph Jonas war eng mit dem deutschen Waffenfabrikanten Paul Mauser und seiner Familie befreundet. Jonas trug wesentlich dazu bei, dass Mauser große Lieferaufträge über Gewehre von der türkischen Armee bekam. Daneben lieferte Jonas Sheffielder Federstahl an große europäische Waffenfabriken.

## Erster Weltkrieg
Seine guten Geschäftsverbindungen zur Waffenfabrik Mauser wurden ihm mit Ausbruch des Ersten Weltkriegs zum Verhängnis: Im November 1913 hatte er für Paul von Gontard von den Deutschen Waffen- und Munitionsfabriken Informationen über ein neues Vickers-Zweigwerk in Crayford beschafft. In Friedenszeiten wäre ein solcher geschäftlicher Informationsaustausch folgenlos geblieben, doch der britische Staat sah seine Sicherheit gefährdet. Wenn auch Old Bailey im Urteil Jonas nur eines minderen Deliktes für schuldig befand, so waren doch die Folgen drastisch: Jonas wurde einen Monat nach dem Prozess seiner Ritterwürde enthoben. Seine Einbürgerungsurkunde wurde rückgängig gemacht, obwohl die vom Innenministerium eingesetzte Untersuchungskommission sich für Jonas ausgesprochen hatte.